# Paul Kautzsch
Paul Kautzsch (* 1. August 1882 in Tübingen; † 1958) war ein deutscher Kunsthistoriker.
Sein Vater war der evangelische Theologe Emil Kautzsch (1841–1910), sein älterer Bruder der spätere Kunsthistoriker Rudolf Kautzsch (1868–1945). Nach dem Besuch des Gymnasiums in Halle, das er 1901 mit dem Abitur abschloss, ging er zunächst zum Militär, um Offizier zu werden. Ab 1904 studierte er dann jedoch in Halle, Berlin, Straßburg und Darmstadt Kunstgeschichte. Im Februar 1909 wurde er bei Adolph Goldschmidt in Halle mit einer Arbeit zu dem Bildhauer Hans Backoffen promoviert. Noch im gleichen Jahr wurde er Volontär am Kaiser-Friedrich-Museum in Berlin, 1911 Direktorialassistent an der Unterrichtsanstalt des Kunstgewerbe-Museums in Berlin, 1921 ebenda Kustos, 1924 Kustos und Professor an den Vereinigten Staatsschulen für freie und angewandte Kunst in Berlin-Charlottenburg und schließlich im November 1944 Kustos an der Berliner Nationalgalerie.

## Veröffentlichungen
- Die Werkstatt und Schule des Bildhauers Hans Backoffen in Mainz. Ein Beitrag zur Geschichte der Mainzer Plastik von 1500–1530. Dissertation Halle 1909 (Digitalisat).
- Der Mainzer Bildhauer Hans Backoffen und seine Schule. Klinkhardt & Biermann, Leipzig 1911.